# Vouneuil-sur-Vienne
Vouneuil-sur-Vienne é uma comuna francesa na região administrativa da Nova Aquitânia, no departamento de Vienne. Estende-se por uma área de 36,8 km². Em 2010 a comuna tinha 2 267 habitantes (densidade: 61,6 hab./km²).